# Novakane
Albums de Outlawz
Ride wit Us or Collide wit Us
(2000) Neva Surrenda
(2002)
Novakane est le deuxième album studio du groupe Outlawz, sorti le 23 octobre 2001.
L'album s'est classé 3e au Top Independent Albums, 24e au Top R&B/Hip-Hop Albums et 100e au Billboard 200.

## Liste des titres
| No  | Titre                               | Durée |
| --- | ----------------------------------- | ----- |
| 1.  | Intro                               | 0:23  |
| 2.  | Rize (featuring Big Syke)           | 3:59  |
| 3.  | This Is the Life                    | 3:59  |
| 4.  | Ghetto Gutta                        | 3:54  |
| 5.  | Our Life                            | 4:02  |
| 6.  | Y'all Can't Do                      | 4:23  |
| 7.  | Interlude 1                         | 0:30  |
| 8.  | Red Bull & Vodka                    | 3:24  |
| 9.  | 2d Hand Smoke -                     | 4:50  |
| 10. | Interlude 2                         | 1:08  |
| 11. | Boxspring Boogie                    | 4:05  |
| 12. | History (featuring Seal)            | 4:25  |
| 13. | So Many Stories                     | 3:39  |
| 14. | World Wide (Remix) (featuring 2Pac) | 5:10  |
| 15. | Die If U Wanna                      | 3:14  |
| 16. | Interlude 3                         | 1:18  |
| 17. | Loyalty                             | 4:20  |